# Gustav Davis
Gustav Davis (né le 3 mars 1856 à Presbourg, mort le 21 août 1951 au château de Hollenstein an der Ybbs) est un journaliste autrichien.

## Biographie
Davis commence une carrière d'officier, puis devient journaliste, éditeur et fondateur de Kronen Zeitung en 1902 et écrit sous le pseudonyme de G. Tannhofer. En quelques années, le journal atteint la plus forte diffusion en Autriche-Hongrie. En 1938, Davis doit démissionner de la direction de Kronenzeitung.
Davis écrit des pièces de théâtre telles que Der Herrgott vom Grund ou Das Heiratsnest ou plus encore Katakomben spécialement écrite pour Karl Skraup, et des livrets, par exemple pour les opérettes Waldmeister et Jabuka composées par Johann Strauss II.

## Source de la traduction
- (de) Cet article est partiellement ou en totalité issu de l’article de Wikipédia en allemand intitulé « Gustav Davis » (voir la liste des auteurs).